# Neomymar gusar
Neomymar gusar är en stekelart som beskrevs av Triapitsyn, Berezovskiy och Huber 2006. Neomymar gusar ingår i släktet Neomymar och familjen dvärgsteklar.
Artens utbredningsområde är:
- Belize.
- Costa Rica.
- El Salvador.
- Panama.

Inga underarter finns listade i Catalogue of Life.